# Сюндуз
Сюндуз (фр. Sundhouse) — коммуна на северо-востоке Франции в регионе Гранд-Эст (бывший Эльзас — Шампань — Арденны — Лотарингия), департамент Нижний Рейн, округ Селеста-Эрстен, кантон Селеста. До марта 2015 года коммуна административно входила в состав упразднённого кантона Маркольсайм (округ Селеста-Эрстен).
Площадь коммуны — 15,69 км², население — 1356 человек (2006) с тенденцией к росту: 1698 человек (2013), плотность населения — 108,2 чел/км².

## Население
Население коммуны в 2011 году составляло 1634 человека, в 2012 году — 1697 человек, а в 2013-м — 1698 человек.
| 1962 | 1968 | 1975 | 1982 | 1990 | 1999 | 2006 | 2008 | 2011 | 2012 | 2013 |
| ---- | ---- | ---- | ---- | ---- | ---- | ---- | ---- | ---- | ---- | ---- |
| 1016 | 1006 | 1004 | 1069 | 1106 | 1155 | 1356 | 1467 | 1634 | 1697 | 1698 |

Динамика населения:

## Экономика
В 2010 году из 1011 человек трудоспособного возраста (от 15 до 64 лет) 808 были экономически активными, 203 — неактивными (показатель активности 79,9 %, в 1999 году — 72,7 %). Из 808 активных трудоспособных жителей работали 733 человека (390 мужчин и 343 женщины), 75 числились безработными (27 мужчин и 48 женщин). Среди 203 трудоспособных неактивных граждан 67 были учениками либо студентами, 79 — пенсионерами, а ещё 57 — были неактивны в силу других причин.

## Достопримечательности (фотогалерея)
- На въезде в коммуну
- Здание мэрии
- Здание школы для мальчиков
- Главная улица
- Церковь на площади Кринолин
- Церковь
- Фахверковый дом
- Фахверковые дома